# Digitivalva delaireae
Digitivalva delaireae is een vlinder uit de familie van de koolmotten (Plutellidae). De wetenschappelijke naam van deze soort is voor het eerst geldig gepubliceerd in 2002 door Gaedike & Krüger.
De soort komt voor in het Afrotropisch gebied.